# 孔雀座φ
孔雀座φ，又名CP-61 6492，HD 195627、SAO 254823、HR 7848，是孔雀座的一颗恒星，视星等为4.76，位于銀經336.04，銀緯-36.09，其B1900.0坐标为赤經20h 27m 18s，赤緯-60° -36.09′ 6″。